# 若葉のころ (お笑いコンビ)
若葉のころ（わかばのころ）は、吉本興業大阪所属の日本のお笑いコンビ。2022年5月1日結成。キャッチフレーズは「ラブラブお兄さん」。

## メンバー
酒井 孝太（さかい こうた、1983年5月17日 - ）（41歳）
ボケ、ネタ作り担当、立ち位置は向かって右。
- 身長178cm、体重55kg。血液型A型。
- 奈良県大和郡山市出身。
- 関西外国語大学出身。
- NSC大阪校29期出身。
- 趣味は読書。特技はサッカー、書道。

- 過去には『センチメンタル』、『かんばさかい』、『キャサリン』、『ジソンシン』というコンビで活動していた。

古田 敬一 (ふるた けいいち、1987年7月21日 - )（37歳）
ツッコミ担当、立ち位置は向かって左。
- 身長182cm、体重71kg。血液型B型。
- 滋賀県大津市出身。
- 大阪芸術大学短期大学部中退。
- NSC大阪校33期生。
- 趣味は服。特技はファッションチェック、スタイリング。
- 現役アパレル店員。芸人の私服ファッションチェックを自身のInstagramで更新している。
- 着ている服の傾向によって、人格を断定する「ファッション偏見」というネタがある。
- 過去には『コードバン』、『ケインズ』、『ハミングモン』、『きみどり』というコンビで活動していた。

## 出囃子
- 「今はもうだれも」（アリス）

## 来歴
元ジソンシン酒井と、元きみどり古田によるコンビ。前のコンビ解散後、新たな相方を探していた酒井が、以前から気になっていた後輩・古田に電話をかけてコンビを結成することになった。その際のセリフは「実は、古田ええと思ってるねん」。
コンビ名「若葉のころ」はKinKi Kids主演の同名のドラマから。2人が並んだとき、そのルックスの良さから「吉本のKinKi Kidsや」と自身で思ったことがキッカケ。
コンビ結成後わずか1か月で、『ミルクボーイの伝説少年』（eo光チャンネル）に出演。その際、コンビ結成直後の初々しい感じや、BLっぽい雰囲気などから、駒場孝（ミルクボーイ）に「ラブラブお兄さん」のキャッチフレーズをつけられる。
『兵動大樹のほわ〜っとエエ感じ。』（ABCラジオ）内で開催された「第6回ひょど-1グランプリ」を結成3ヵ月で優勝。優勝特番で冠ラジオ『若葉のころのいとこトイプードル』が放送された。
M-1グランプリ2022では3回戦進出。

## 出演

### テレビ
- ミルクボーイの伝説少年（eo光チャンネル、2022年7月26日）

### ラジオ
- 兵動大樹のほわ〜っとエエ感じ。（ABCラジオ、2022年8月26日）[14]
- 若葉のころのいとこトイプードル（ABCラジオ、2022年10月22日）[15]